# Wilhelm-Theater (Magdeburg)

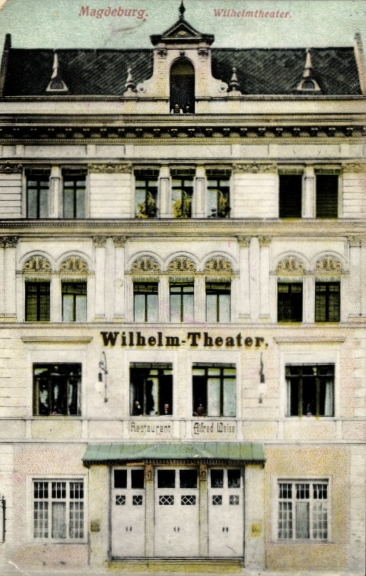
Wilhelm-Theater vor 1918

Das Wilhelm-Theater war ein von 1864 bis 1945 bestehendes Theater in Magdeburg.

## Lage
Es befand sich in der Magdeburger Altstadt an der Adresse Johannisfahrtstraße 16 und 16a an der Ecke zur damaligen Berliner Straße. Vor dem Theater begann die Straße Am Brücktor, die nach Osten zum nahen Ufer der Elbe verlief. Südlich mündete die kleine Gasse Zeisigbauer ein. Heute handelt es sich um den Bereich östlich des Allee-Centers Magdeburg.

## Geschichte

### Brauhaus Zum goldenen Handfaß

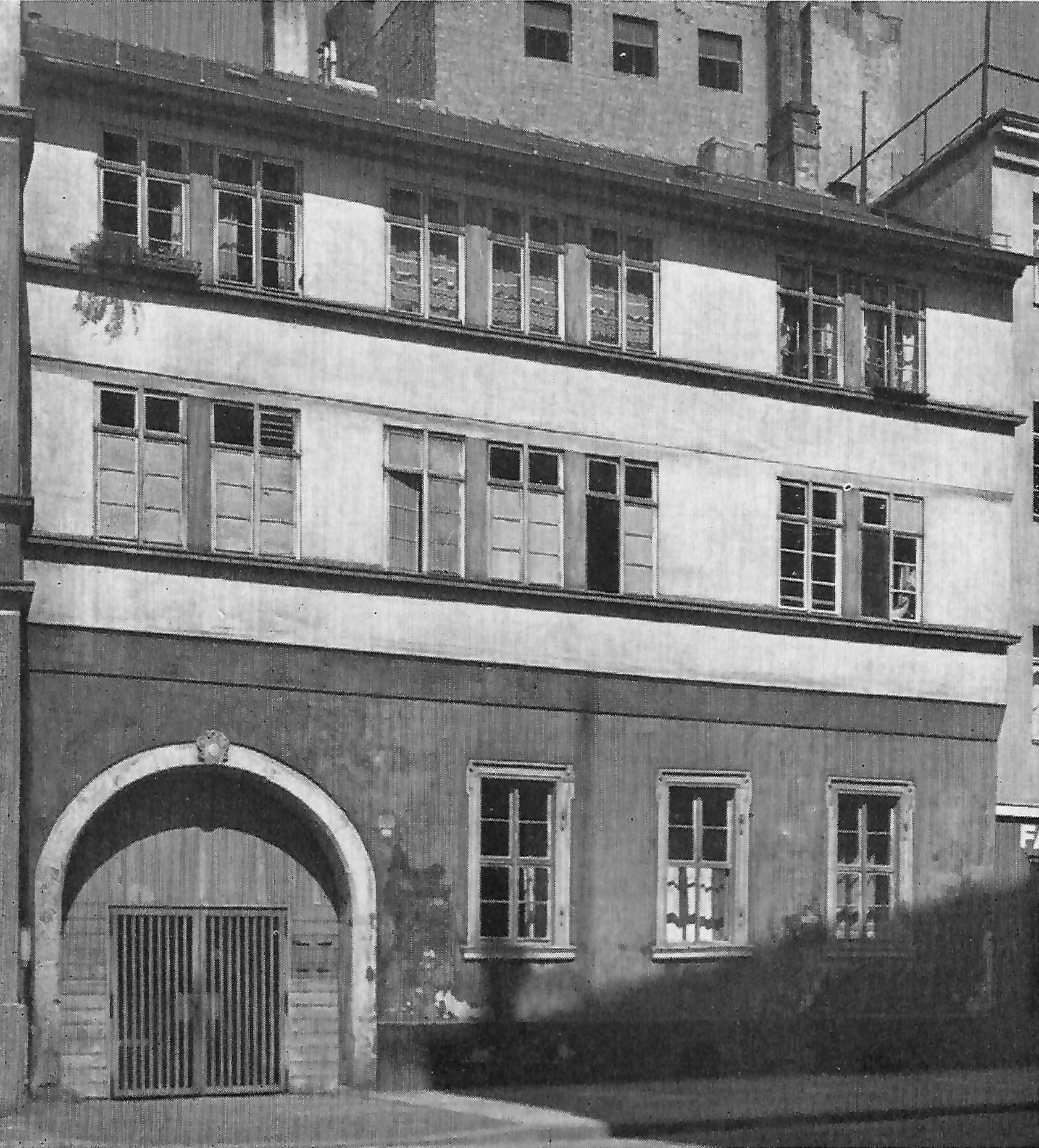
Ehemaliger Berliner Hof in den 1930er Jahren, Wohn- und Sterbehaus des Komponisten Johann Heinrich Rolle

Vor der Zeit als Theater befand sich hier ein Brauhaus Zum goldenen Handfaß, für das auch die Namen Lütken Handfaß und Goldenen Handbecken bestanden. Nach der Zerstörung Magdeburgs im Jahr 1631 errichtete der Brauer Adrian Gentzsch (auch Gens) das Gebäude im Jahr 1639 neu. 1659 erbte es sein Schwiegersohn Burchard Junge, der es bereits 1660 für 1500 Taler an Stephan Mollenhauer veräußerte. Mollenhauer war Korn- und Holzhändler, Schiffer, Brauer und auch Gastwirt. Er richtete einen Gasthof ein. Um 1700 gehörte zum Grundstück als Hinterhaus auch das Gebäude Zeisigbauer 8b. Später gehörte es Dietrich Mollenhauer und dann seiner Witwe. Sie heiratete Bendix Pape, der jedoch ebenfalls vor ihr verstarb. Nach dem Tod der Witwe im Jahr 1711 erbte das Anwesen der Advokat Heinrich Mollenhauer, der es schließlich 1717 für 5550 Taler an Karl Christoph Bauer verkaufte. Im nördlichen Teil des Anwesens, der Johannisfahrtstraße 16, lebte im 18. Jahrhundert der Komponist Johann Heinrich Rolle, der hier auch am 29. Dezember 1785 verstarb.
1847 gehörte die Johannisfahrtstraße 16 dem Sekretär Leithoff, der es als Wohnhaus nutzte. 1863 stockte Leithoff das Haus auf.
Die Johannisfahrtstraße 16a, die spätere 16b, gehörte im Jahr 1843 dem Gastwirt Meyer, der hier den Berliner Hof betrieb. Die Gaststube befand sich im Erdgeschoss.
Nach anderen Angaben wurde 1848 der Gasthof Zum goldenen Handfaß betrieben, dann an der Adresse Johannisfahrtstraße 16 noch weiter bis 1917 der Gasthof Berliner Hof.

### Wilhelm-Theater
Im Jahr 1864 gründete Gottlieb Senst das Café francais, das als Spezialitätentheater verschiedenste Schaunummern zeigte und sich großen Publikumzuspruchs erfreute. Die benachbarten Grundstücke Zeisigbauer 8 und Johannisfahrtstraße 16a, die ebenfalls Senst gehörten, wurden mit hinzu genommen und ein Theatersaal eingerichtet. Vom Restaurant Berliner Hof, mit Gastraum und Billardzimmer, inzwischen im ersten Obergeschoss gelegen, gab es einen direkten Übergang zum Theater.
Zu diesem Zeitpunkt waren durch die Reichsgewerbeordnung Auftritte in Kostüm und Maske an nicht konzessionierten Theatern an sich noch verboten. Im Café francais traten jedoch häufig ehemalige Schauspieler des städtischen Theaters auf, die trotzdem in ihren privaten Kostümen auftraten. Nach einer Veränderung der Reichsgewerbeordnung wurde das Café 1869 zum Théâtre des varietées. Mit Beginn des Deutsch-Französischen Kriegs 1870/71 wurde der französische Name aufgegeben und dem patriotischen Zeitgeist entsprechend das Haus zu Ehren von Wilhelm I. in Wilhelm-Theater umbenannt. Die Eröffnung unter diesem Namen erfolgte am 1. Oktober 1870 mit einer Aufführung von Wilhelm Tell.

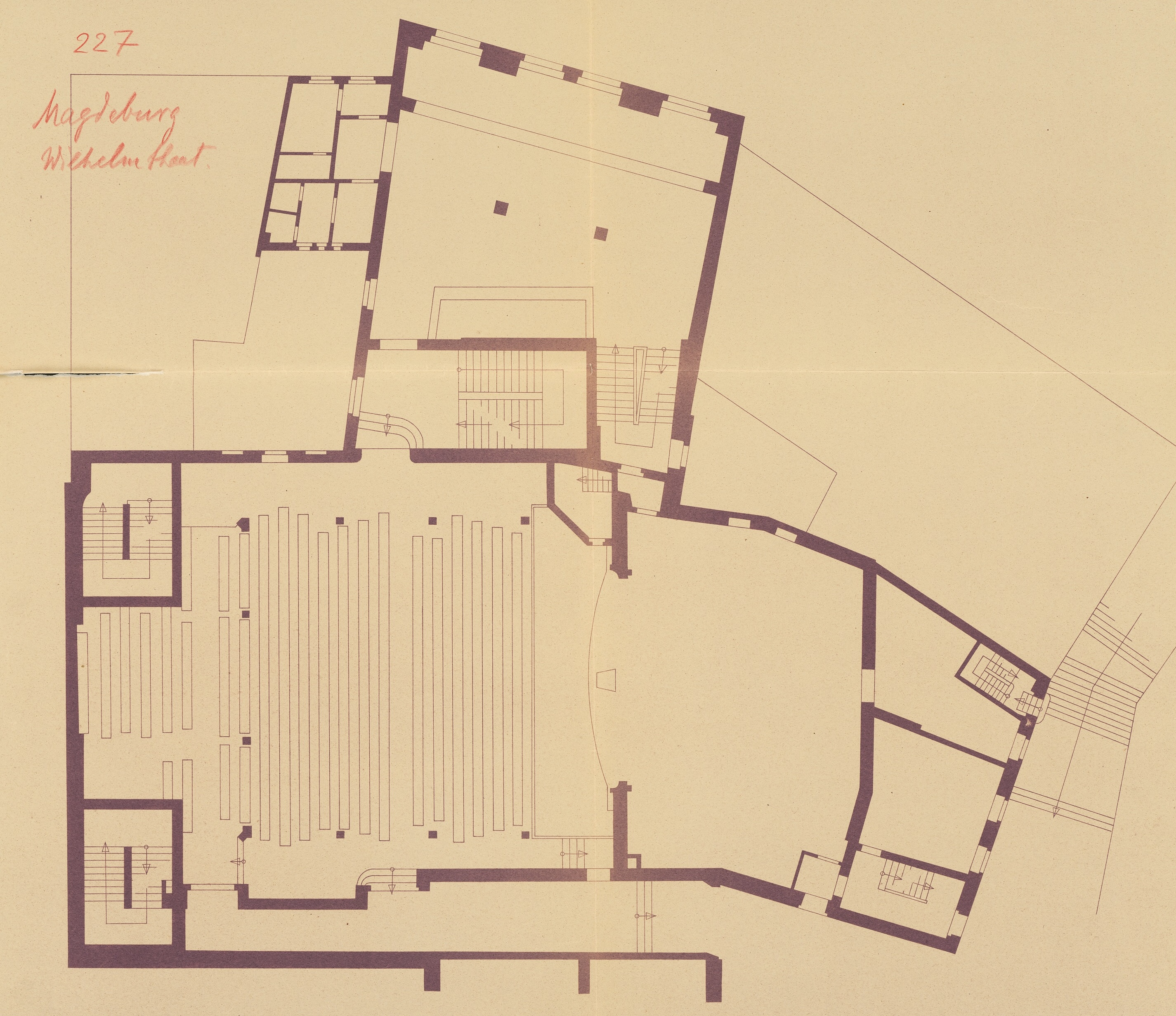
Grundriss des Wilhelm-Theaters

Der Eingang des Theaters befand sich im Erdgeschoss, Bühne und Hauptsaal jedoch im ersten Obergeschoss, während die Ränge das zweite und dritte Obergeschoss einnahmen. Das Haus war in den nach Westen ansteigenden Hang eingebaut.

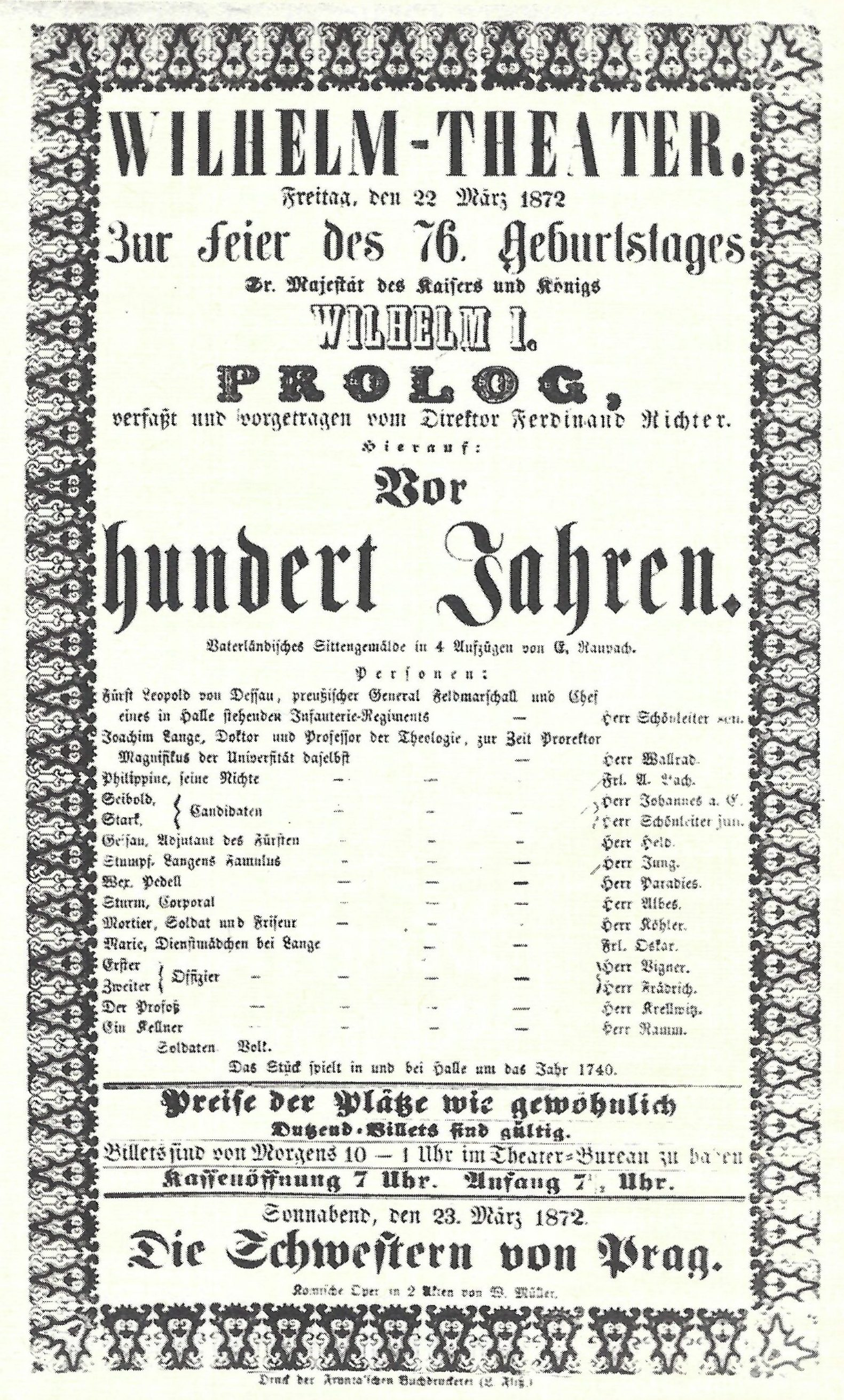
Theaterzettel des Wilhelm-Theaters vom 22. März 1872 für die Feier des 76. Geburtstages von Wilhelm I. mit dem Stück Vor hundert Jahren von E. Raupach und einer Vorankündigung für den 23. März 1872 für Die Schwestern von Prag von W. Müller

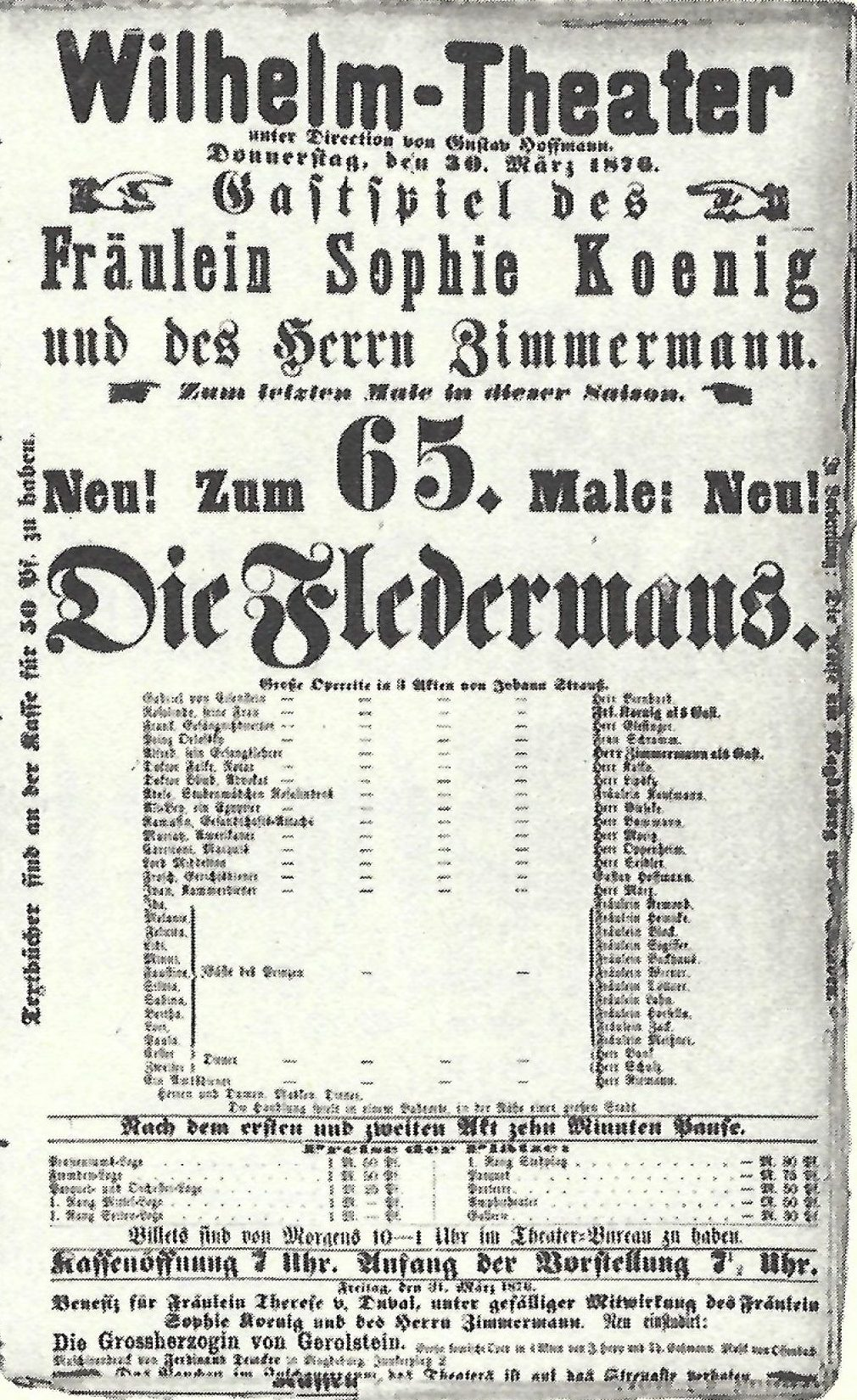
Ankündigung für die 65. Aufführung Der Fledermaus am 30. März 1876; Vorankündigung für Die Grossherzogin von Gerolstein für den 31. März 1876

Zum Repertoire gehörten zunächst insbesondere sehr beliebte regionale Stücke. 1871 wurden so Eine Reise durch Magdeburg in 80 Stunden und Mathilde, das schöne Mädchen aus der Braunenhirschstraße aufgeführt, 1872 der Scharfrichter Reindel. Im Jahr 1873 zeigte man Die Erstürmung Magdeburgs, 1874 Die braven Magdeburger und 1875 Pastor Leberecht, der Priester der Freien Gemeinde. Hinzu kamen jedoch auch Klassiker wie Egmont und Othello. Die Fledermaus wurde in der Spielzeit 1875/76 insgesamt 65-mal aufgeführt. Gasparone brachte es 1884/85 auf 98 Aufführungen.

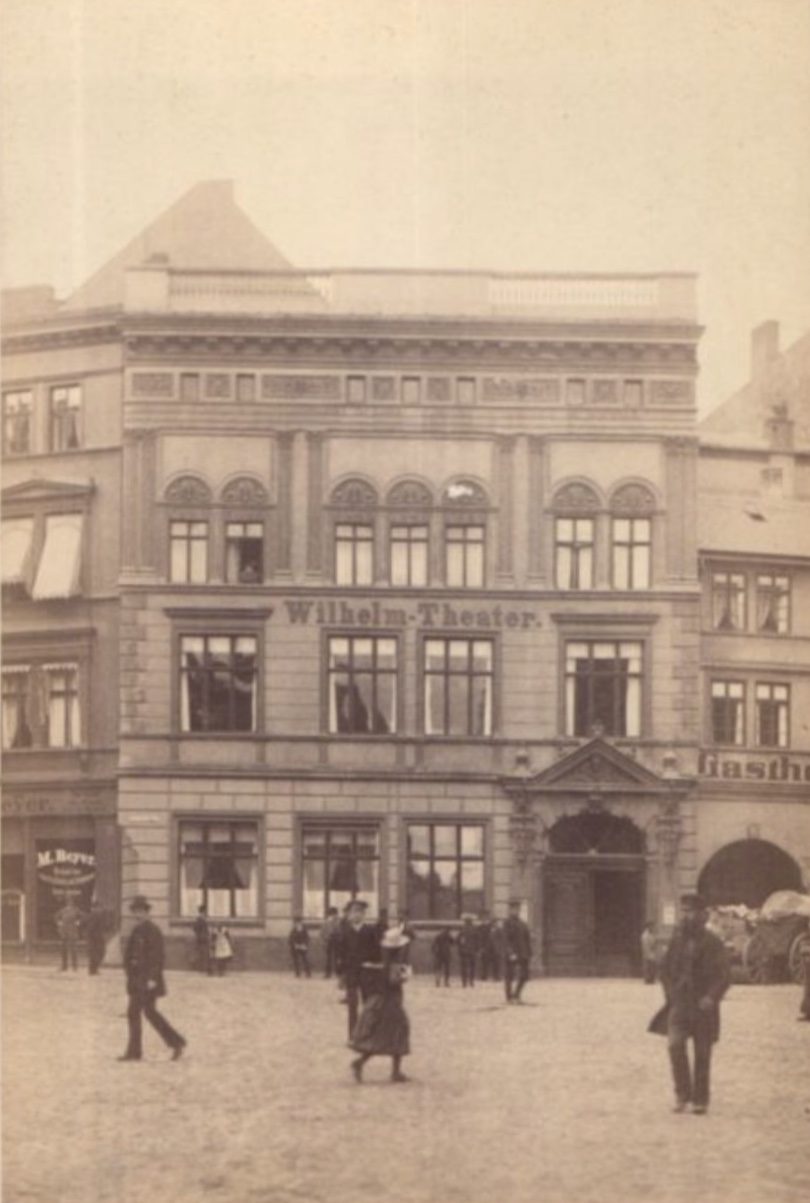
Wilhelm-Theater, Blick von Osten, auf einer Aufnahme von Georg Eduard von Flottwell aus den 1880er oder 1890er Jahren, rechts grenzt der Gasthof Berliner Hof (Hausnummer 16) an

Im Jahr 1885 befanden sich im Saal 508 Sitz- und 46 Stehplätze, wobei es neben Parkett- auch Logenplätzen gab. In den oberen Rängen gab es weitere 509 Sitz- und 70 Stehplätze, so dass insgesamt 1.063 Sitzplätze vorhanden waren. Bis 1897 wurde die Zahl der Sitzplätze auf 1.123 erhöht. Das Orchester war vor der Bühne untergebracht. Die Mitarbeiter des Theaters wohnten zum größten Teil in der unmittelbaren Umgebung.
Am Wilhelm-Theater war der Dirigent und Komponist Otto Findeisen tätig. Seine Operetten Der alte Dessauer und Hennings von Treffenfeld wurden 1890 bzw. 1891 am Theater uraufgeführt.
Die Leitung des Theaters wurde 1878 von Ernst Senst, dem Sohn des Gründers, übernommen. Er spezialisierte das Haus auf Operetten, so fanden 1899 50 Vorstellungen von Der Mikado statt. In der Spielzeit 1908/1909 trat Carl Geppert auf.
1909 erfolgte ein Umbau des historistischen Gebäudes, bei dem der Theatereingang von der rechten Gebäudeseite in die Mitte verlegt und repräsentativ gestaltet wurde. Auch das Vestibül wurde im Geschmack der Zeit neu gestaltet.
Am 26. Februar 1910 wurde Die keusche Susanne am Wilhelmtheater uraufgeführt. Inzwischen verfügte das Theater über einen Chor und ein Orchester mit etwa 25 Mitgliedern. 1910/1911 wirkte der Schauspieler Berthold Rosé am Theater, der hier auch als Regisseur von Operetten in Erscheinung trat. In der Sommerpause 1914 wurde das Theater umgebaut und fasste nun 1350 Zuschauer. Bedingt durch den Beginn des Ersten Weltkriegs musste jedoch der für den 1. September 1914 vorgesehene Beginn der neuen Spielzeit verschoben werden. 1917/18 gehörten Hanni geht tanzen, verliebte Prinzeß, Tolle Kirmeß, Stolze Thea, Mitternachtsmädchen, Drei alte Schachteln, Sah ein Knab ein Röslein stehen und Wo die Lerche singt zum Repertoire. Das Kriegsende 1918 führte zu keiner wesentlichen Veränderung des Repertoires. Im November 1918 zeigt das Wilhelm-Theater O schöne Zeit, o selige Zeit.
1919 pachtete dann die Stadt Magdeburg das Wilhelm-Theater, um es für Schauspielaufführungen durch die städtischen Bühnen zu nutzen. Der zuvor bestehende Plan, dafür das Viktoriatheater zu nutzen, war am Problem des notwendigen Einbaus einer Heizung gescheitert. Ab 1920/1921 war das Wilhelm-Theater mit dem Stadttheater unter der Intendanz von Heinrich Vogler vereinigt. Am Wilhelm-Theater fanden nun 275 Vorstellungen pro Spielzeit statt. Die Bemühungen, die Ausrichtung des Wilhelm-Theaters von der bisherigen leichten Unterhaltung auf eine Kammerspiel-Profilierung zu verändern, stieß beim Publikum auf Zurückhaltung, wurde jedoch trotzdem umgesetzt. 1921 hatte die Tragödie Das Gesetz von Konrad Terbin am Wilhelm-Theater ihre Uraufführung.
Die städtischen Bühnen machten das Wilhelm-Theater zum Zentrum der Aufführungen für die Besucherorganisationen Volksbühne und Bühnenvolksbund, wobei die Volksbühne dominierte. Schon 1922 überwogen die geschlossenen Veranstaltungen mit 88 % die offenen deutlich, wobei die eher auf Arbeiter ausgerichtete Volksbühne den größeren Anteil hatte. Der konservativere Bühnenvolksbund bevorzugte eher leichtere Unterhaltung. Das Verhältnis der beiden Organisationen war nicht konfliktfrei, es gab Auseinandersetzungen über vermeintlich ungerechtfertigte Benachteiligungen des Bühnenvolksbundes. In der Spielzeit 1924/25 zeigte man Das Konzert, Der Freier, Der Hulla, Des Meeres und der Liebe Wellen, Medea, Die Jüdin von Toledo, Der Biberpelz, Der Brand im Opernhaus, Maria Stuart, Frau Warrens Gewerbe und Torquato Tasso. Bei offenen Vorstellungen wurden jeweils 50 Freikarten an Arbeitslose vergeben. Hintergrund war neben dem sozialen Aspekt vor allem eine unzureichende Auslastung der Vorstellungen. 1928/29 betrug die Auslastung des Theaters lediglich 27,3 %. Ab 1924 gehörte die Schauspielerin Karen Fredersdorf zum Ensemble des Theaters.
1928/29 gab es vier Uraufführungen, darunter das Kriegsheimkehrerstück von Leonhard Frank Karl und Anna und die Komödie von William Somerset Maugham Der zehnte Mann.
Im Jahr 1929 erfolgte eine Schließung des Theaters, um notwendige Bauarbeiten durchzuführen. Insbesondere die Sicherheitsstandards waren unzureichend. Unter Stadtbaurat Johannes Göderitz wurden auch alte Verzierungen entfernt. Die dann grau-weiß gestrichenen Flure waren nur indirekt beleuchtet und präsentierten sich in einer gestalterischen Schlichtheit. Der Saal war hingegen durch kräftige Farben geprägt. Die Wände waren rot, die Brüstungen des Rangs rot-gelb, die Hauptgardine bunt gestreift. Oberhalb der Gardine befand sich ein dreigeteiltes Segment. Zugleich waren die ersten beiden Parkettreihen entfernt worden, um dem Orchester mehr Platz zu geben.
Die neue Gestaltung sollte auch einen veränderten künstlerischen Anspruch des Theaters dokumentieren. Die Neueröffnung erfolgte mit der Burleske Prinzessin Turandot. In der ersten Spielzeit nach dem Umbau wurden Der Liebestrank, Die Entführung aus dem Serail und Der Waffenschmied gezeigt. Es dominierten Serienvorstellungen, die von mehrtägigen Gastspielen unterbrochen wurden.
Andere Angaben geben als Zeit der Umbauarbeiten die 1920er Jahre an und für 1929 eine vorläufige Betriebseinstellung an. Die Wiedereröffnung 1930 sei unter einem Braunschweiger Besitzer erfolgt. Die Theaterintendanz Magdeburg hätte angefragt, ob das Haus für Konzerte und einen RingkampfWettbewerb zur Verfügung stünde.
Die Auslastung war 1931/32 auf 47,2 % gestiegen. Allerdings galt bereits in der Spielzeit 1931/32 eine inhaltliche Aufteilung unter den drei Spielstätten der städtischen Bühnen, wonach das Wilhelm-Theater für Schwänke, Lustspiele und Kriminalstücke diente.
Mit der Machtübernahme durch die Nationalsozialisten spielte das Wilhelm-Theater en suite den ganzen April 1933 das Kriminalstück Spinne im Netz. Es folgte dann Die glückliche Reise des NSDAP-Mitglieds Eduard Künneke. 1934 wurde das Kriegsstück Die endlose Straße gezeigt.
1935 wurde die Zahl der Sitzplätze mit 674 angegeben. Die Bühne hatte eine Grundfläche von 112 m².
Die Besucherorganisationen waren gleichgeschaltet worden. Es gab nun ein Volksanrecht für Minderbemittelte, das über das Wilhelm-Theater bedient wurde, später erfolgte eine Umstellung auf ein Kraft-durch-Freude-Anrecht. Die Besucherzahl stieg, da insbesondere organisierte Kollektivbesuche größerer Betriebe durchgeführt wurden. Eine Abendvorstellung wurde an Betriebe schon für eine Gesamtpauschale von 450 Reichsmark vergeben, was privat betriebene Theater stark unter wirtschaftlichen Druck setzte. Stücke ausländischer Autoren wurden weniger gespielt und waren schließlich weitgehend verboten. Eine Ausnahme bildeten unter anderem Autoren aus dem mit Deutschland verbündeten Italien. So wurden am Wilhelm-Theater Komödien von Niccodemi, Gherardi und Giannini gezeigt. 1939 wurde die Sitzplatzzahl im Wilhelm-Theater etwas reduziert. Noch zu Kriegsbeginn 1939/1940 fanden im Haus Restaurierungen statt.
Im Zweiten Weltkrieg wurde der Theaterbetrieb zunehmend durch häufigen Luftalarm und die Einberufung von Mitarbeitern zum Wehrdienst behindert. Die Besucherzahlen stiegen trotzdem, die meisten Vorstellungen waren ausverkauft. Die letzte Vorstellung vor der reichsweiten Schließung der Theater erfolgte am 31. August 1944 und zeigte Der Nachtigallenkongreß.
In den folgenden Luftangriffen wurde die Magdeburger Altstadt weitgehend zerstört, darunter im Januar 1945 auch das Wilhelm-Theater. Ein Wiederaufbau erfolgte nicht.